# BR-135
A BR-135 é uma rodovia que liga o meio norte do Brasil (Maranhão) e termina em Belo Horizonte (Minas Gerais), sendo concorrente com a BR-040 entre o entroncamento das duas rodovias em Curvelo e Belo Horizonte, em Minas Gerais.
Estendendo-se por 2 432 quilômetros, a BR-135 é classificada como uma Rodovia Longitudinal Federal por fazer uma ligação norte-sul no país.
A partir do município de Manga, no norte de Minas, até o município de Itacarambi, também no norte mineiro, a rodovia se encontra ainda sem pavimentação na maioria do trajeto que compreende quase 48 km. Por ser uma rodovia que passa por regiões pobres e pouco desenvolvidas do Brasil, por muitas vezes foi esquecida pelo Governo Federal.
Entre a cidade mineira de Montes Claros e o entroncamento com a BR-040, passando também por Curvelo, a rodovia recebeu nova pavimentação com a criação de terceira faixa em vários trechos, além da ampliação de pontes e de alças de acesso a municípios cortados pela estrada.

## Percurso
Maranhão
- São Luís (extremo Norte)
- Bacabeira
- Santa Rita
- Miranda do Norte
- Matões do Norte
- São Mateus do Maranhão
- Alto Alegre do Maranhão
- Peritoró
- Capinzal do Norte
- Santo Antônio dos Lopes
- Dom Pedro
- Presidente Dutra
- São Domingos do Maranhão
- Colinas
- Paraibano
- São João dos Patos

 Piauí
- Guadalupe
- Jerumenha
- Bertolínia
- Manoel Emídio
- Eliseu Martins
- Colônia do Gurgueia
- Alvorada do Gurgueia
- Cristino Castro
- Bom Jesus
- Redenção do Gurgueia
- Monte Alegre do Piauí
- Gilbués
- São Gonçalo do Gurgueia
- Corrente
- Cristalândia do Piauí

 Bahia
- Formosa do Rio Preto
- Santa Rita de Cássia
- Riachão das Neves
- Barreiras
- São Desidério
- Catolândia
- Correntina
- Santa Maria da Vitória
- Jaborandi
- Coribe
- Cocos

 Minas Gerais
- Montalvânia
- Manga
- São João das Missões
- Itacarambi
- Januária
- Pedras de Maria da Cruz
- Lontra
- Japonvar
- Mirabela
- Montes Claros
- Bocaiuva
- Engenheiro Navarro
- Joaquim Felício
- Buenópolis
- Augusto de Lima
- Corinto
- Curvelo
  - Interseção com a BR-040 no povoado São José da Lagoa.
- Paraopeba (paralelo com a BR-040)
- Caetanópolis (paralelo com a BR-040)
- Sete Lagoas (paralelo com a BR-040)
- Esmeraldas (paralelo com a BR-040)
- Ribeirão das Neves (paralelo com a BR-040)
- Contagem (paralelo com a BR-040)
- Belo Horizonte (extremo Sul)